# 斯拉維揚斯克五旬節派信徒謀殺案
2014年，乌克兰東部顿涅茨克州斯洛維揚斯克遭俄羅斯武裝佔領后，主显圣容会（烏克蘭語：Преображення Господнього）五旬节派的四名信徒于同年6月被俄罗斯东正教军队杀害。犯案動機尚有争议。調查人員在其中一名被绑架者的车里发现了外币，这些钱被用来作为将新教徒指控为美国间谍的“證據”。有意見認爲此事件屬宗教迫害。